# Éric Veniard
Éric Veniard, né le 13 août 1965 à Flers, est un scénariste et réalisateur français.

## Biographie
Diplômé de la Femis (département « Scénario », promotion 1992),  Éric Veniard a travaillé comme scénariste et réalisé deux films.
Son premier long métrage, Une affaire qui roule, est sorti en 2003.

## Filmographie

### Scénariste
- 1999 : Nos vies heureuses de Jacques Maillot
- 2001 : Quand on sera grand de Renaud Cohen
- 2003 : Une affaire qui roule
- 2008 : Les Liens du sang de Jacques Maillot
- 2008 : Je te mangerais de Sophie Laloy (collaboration)

### Réalisateur
- 1997 : Thérapie russe (moyen métrage)
- 2003 : Une affaire qui roule